# Zone metropolitane in Romania
Le zone metropolitane in Romania sono agenzie private di utilità pubblica che sono state istituite con la legge 351 del 6 luglio 2001 con l'obiettivo di favorire lo sviluppo delle città e dei comuni limitrofi entro un raggio di 30 km.
La prima ad essere stata istituita fu la zona metropolitana di Iași, l'8 aprile 2004, mentre l'ultima è quella di Satu Mare il 2 aprile 2013.

## Zone metropolitane costituite
Abolita
| Zona metropolitana | Superficie (km²) | Popolazione (2016) | Componenti | Fondazione |
| ------------------ | ---------------- | ------------------ | --- | ---------- |
| Iași               |                  | 472.733            | Municipio di Iași e 13 comuni                                                                                    | 2004       |
| Brașov             |                  | 473.470            | Municipi di Brașov, Săcele e Codlea, città di Zărnești, Râșnov, Ghimbav e Predeal e 11 comuni                    | 2005       |
| Oradea             |                  | 273.641            | Municipio di Oradea e 11 comuni                                                                                  | 2005       |
| Târgu Mureș        |                  | 223.562            | Municipio di Târgu Mureș, città di Ungheni e 12 comuni                                                           | 2006       |
| Constanța          |                  | 491.498            | Municipio di Costanza, città di Năvodari, Ovidiu, Murfatlar, Eforie e Techirghiol e 10 comuni                    | 2007       |
| Cluj-Napoca        |                  | 417.552            | Municipio di Cluj-Napoca e 18 comuni                                                                             | 2008       |
| Craiova            |                  | 394.646            | Municipio di Craiova, città di Filiași e Segarcea e 21 comuni                                                    | 2008       |
| Roman              |                  | 154.221            | Municipio di Roman e 24 comuni                                                                                   | 2009       |
| Baia Mare          |                  | 244.714            | Municipio di Baia Mare, città di Baia Sprie, Seini, Tăuții-Măgherăuș, Șomcuta Mare e Cavnic e 13 comuni          | 2012       |
| Râmnicu Vâlcea     |                  | 173.361            | Municipio di Râmnicu Vâlcea, città di Băbeni, Călimănești, Băile Olănești, Ocnele Mari e Băile Govora e 7 comuni | 2013       |
| Satu Mare          |                  | 251.746            | Municipi di Satu Mare e Carei, città di Tășnad e Ardud e 22 comuni                                               | 2013       |
| Timișoara–Arad     |                  | ~800.000           | Municipi di Timișoara e Arad, città di Recaș, Pecica e Curtici e 32 comuni                                       | 2016       |

## Zone metropolitana in progetto
Alcune città hanno in progetto la costituzione della propria area metropolitana.
| Zona metropolitana | Superficie (km²) | Popolazione (2016) | Componenti |
| ------------------ | ---------------- | ------------------ | --- |
| Alba Iulia         |                  | 97.519             | Municipio di Alba Iulia e 7 comune |
| Bacău              |                  | 290.482            | Municipio di Bacău e 22 comuni |
| Botoșani–Suceava   |                  | 360.521            | Municipi di Botoșani e Suceava, città di Salcea e Bucecea e 19 comuni |
| București          |                  | 2.612.925          | Municipio di Bucarest, città di Voluntari, Popești-Leordeni, Pantelimon, Buftea, Bragadiru, Otopeni, Chitila, Bolintin-Vale, Măgurele, Mihăilești, Fundulea e Fierbinți-Târg e 52 comuni |
| Corvina            |                  | 175.497            | Municipi di Hunedoara e Deva, città di Simeria e Călan e 3 comuni |
| Dunărea de Jos     |                  | 563.232            | Municipi di Galați e Brăila, città di Măcin e 9 comuni |
| Piatra Neamț       |                  | 227.130            | Municipio di Piatra Neamț, città di Roznov e 21 comuni |
| Pitești            |                  | 236.748            | Municipio di Pitești, città di Ștefănești e 8 comuni |
| Ploiești           |                  | 302.462            | Municipio di Ploiești e 8 comuni |
| Sibiu              |                  | 267.170            | Municipio di Sibiu, città di Cisnădie, Avrig, Tălmaciu, Săliște e Ocna Sibiului e 10 comuni                                                                                              |
| Timișoara          | 2439,12          | 468,162            | Municipio di Timișoara e 27 località |